# 알샤바브 FC (리야드)
알샤바브 FC(아랍어: الشباب, 영어: Al Shabab Football Club)는 사우디아라비아의 축구 클럽으로, 1947년에 샤바브 알리야드란 이름으로 창단 되었고 그 후 1967년에 현재의 이름으로 변경했다. 연고지는 수도인 리야드이다.
알샤바브는 현재 사우디 프리미어리그에 참가하고 있는데 리그 5회 우승 기록을 갖고 있으며 또한 2001년에 아시안 컵 위너스컵 우승을 했다.
2011-12 사우디 프리미어리그에서 19승 7무의 무패의 성적으로 우승을 차지했다.

## 선수단
2025년 1월 31일  기준

### 현재 선수 명단
참고: FIFA 자격 규정에 따라 소속된 국가대표팀 국기를 표시합니다. 선수는 복수의 FIFA 비회원국 국적을 가지고 있을 수 있습니다.
| 번호 | 포지션 | 국적           | 이름                |
| ---- | ------ | -------------- | ------------------- |
| 2    | DF     | 사우디아라비아 | 모하메드 알슈위레크 |
| 16   | DF     | 사우디아라비아 | 후사인 알시브야니   |
| 21   | MF     | 사우디아라비아 | 나와프 알사디       |
| 22   | GK     | 사우디아라비아 | 모하메드 알오타이비 |
| 33   | GK     | 사우디아라비아 | 압둘라 알마유프     |
| 37   | FW     | 사우디아라비아 | 압둘라 마투크       |
| 38   | DF     | 사우디아라비아 | 모함메드 하르부시   |

| 번호 | 포지션 | 국적     | 이름          |
| ---- | ------ | -------- | ------------- |
| 56   | MF     | 포르투갈 | 다니엘 포덴세 |

### 기타 선수 명단
참고: FIFA 자격 규정에 따라 소속된 국가대표팀 국기를 표시합니다. 선수는 복수의 FIFA 비회원국 국적을 가지고 있을 수 있습니다.
| 번호 | 포지션 | 국적           | 이름                |
| ---- | ------ | -------------- | ------------------- |
| 42   | DF     | 사우디아라비아 | 압들마지드 알에네지 |

| 번호 | 포지션 | 국적           | 이름                    |
| ---- | ------ | -------------- | ----------------------- |
| 43   | MF     | 사우디아라비아 | 무아이아드 알쇼와이페이 |

### 임대 선수 명단
참고: FIFA 자격 규정에 따라 소속된 국가대표팀 국기를 표시합니다. 선수는 복수의 FIFA 비회원국 국적을 가지고 있을 수 있습니다.
| 번호 | 포지션 | 국적           | 이름                                  |
| ---- | ------ | -------------- | ------------------------------------- |
| 25   | DF     | 사우디아라비아 | 사이드 알루바이에 (알오크두드로 임대) |
| 32   | FW     | 사우디아라비아 | 사아드 알무왈라드 (알파이살리로 임대) |
| 34   | FW     | 사우디아라비아 | 파레스 알가르자에 (알나즈마로 임대)   |
| 41   | FW     | 사우디아라비아 | 디단 알무타이리 (알바틴으로 임대)     |

| 번호 | 포지션 | 국적           | 이름                                       |
| ---- | ------ | -------------- | ------------------------------------------ |
| 85   | MF     | 사우디아라비아 | 하마드 알감디 (알엔테사르로 임대)          |
| —    | DF     | 사우디아라비아 | 술탄 알에네지 (알줄피로 임대)              |
| —    | DF     | 사우디아라비아 | 압둘라 알루바이에 (알자발라인으로 임대)    |
| —    | MF     |                | 크리스티안 쿠엔카 (알와흐다 두바이로 임대) |

## 역대 감독
| 감독                   | 임기        |
| ---------------------- | ----------- |
| 루이스 펠리피 스콜라리 | 1984 ~ 1985 |
| 자이르 페헤이라        | 1986        |
| 아르투르 베르나르지스  | 2001 ~ 2002 |
| 움베르투 코엘류        | 2005 ~ 2006 |
| 엔소 트로세로          | 2007 ~ 2009 |
| 자이므 파셰쿠          | 2009 ~ 2010 |
| 엔소 트로세로          | 2011        |
| 미셸 프뢰돔            | 2011 ~ 2013 |
| 조제 모라이스          | 2014 ~ 2015 |
| 자이므 파셰쿠          | 2015        |
| 사미 알자베르          | 2016 ~ 2017 |
| 비토르 페레이라        | 2024 ~      |

## 역대 우승 기록
국내
- 사우디아라비아 프리미어리그

우승 (5): 1991, 1992, 1993, 2004, 2006, 2012
- 사우디아라비아 프리미어리그 준우승

우승 (2): 1998, 2005
- 사우디아라비아 크라운 프린스 컵

우승 (3): 1993, 1996, 1999
- 사우디아라비아 크라운 프린스 컵 준우승

우승 (4): 1992, 1994, 2000, 2009
아시아
- 아시안 컵 위너스컵

우승 (1): 2001
AFC 클럽 대회 기록
- AFC 챔피언스리그 : 4회 출전

2005: 조별리그
2006: 8강전
2007: 조별리그
2009: 4강
- 아시안 클럽 챔피언십 : 3회 출전

1993: 준우승
1994: 조별리그
1995: 조별리그
- 아시아 컵 위너스컵 : 2회 출전

2001: 우승
2002: 2회전